# Cress Williams
Cress Williams (Heidelberg (Duitsland), 26 juli 1970) is een in Duitsland geboren Amerikaanse acteur. Hij heeft in televisieseries als Nash Bridges, Grey's Anatomy en Veronica Mars gespeeld. Hij is ook de eerste persoon die een Jem'Hadar soldaat heeft gespeeld in de Star Trek-serie.
Hij trouwde op 14 oktober 2000 met actrice Simbi Khali en scheidde in 2011 van haar. In 2013 trouwde hij met Kristen Torrianni.

## Filmografie
- Eyes of Wakanda (2025) als Nkati / Lion (stem)
- Black Lightning (2018-2021) als Jefferson Pierce
- Hart of Dixie (2011-2015) als Lavon
- Prison Break als James Wyatt
- Grey's Anatomy als Tucker Jones
- Ball Don't Lie (2008) als Dante
- ER als Officer Reggie Moore
- Close to Home als Ed Williams
- The West Wing als Lester
- Veronica Mars als Nathan Woods
- Haskett's Chance (2006)
- House, M.D. als Hospital Attorney
- Little Black Book (2004) als Phil
- Law & Order: Special Victims Unit als Sam Dufoy
- The Lyon's Den als Eddie
- Watching Ellie als Dexter
- Touched by an Angel als Riley
- The District als Dr. Carson
- Presidio Med als Richard Clayton
- Providence als Dr. Sam Magala
- Couples als Marcus
- Philly als Calvin Burney
- Nash Bridges als Insp. Antwon Babcock
- Pursuit of Happiness (2001) als Ace
- Masquerade (2000)
- G vs E als Virgil Grissom
- Sports Night als Steve Sarris
- Becker als Chris Davis
- The Dogwalker (1999) als K.C.
- Never Been Kissed (1999) als George
- Buddy Faro als Jaleel Jermaine
- Creature (1998) als Tall Man
- Fallen (1998) als Det. Joe
- Living Single als Terrence 'Scooter' Williams
- Pants on Fire (1997) als Dream Guy
- Leaving L.A. als Dudley Adams
- L.A. Johns (1997) als Bill Allen
- Home Invasion (1997) als Freemont
- Rebound: The Legend of Earl 'The Goat' Manigault (1996) als Kimbrough
- Rolling Thunder (1996) als 'Grey' Toussaint
- 2 Days in the Valley (1996) als Golfer
- JAG als Captain Overton
- Lois & Clark: The New Adventures of Superman als Baron Sunday
- NYPD Blue als Silky
- The Doom Generation (1995) als Peanut
- If Not for You als Ahmed
- The Watcher
- Beverly Hills, 90210 als D'Shawn Hardell
- Star Trek: Deep Space Nine als Talak'talan
- Hardball als 'Spotlight' Davis

- Bibliothèque nationale de France: cb16940505g (data)
- International Standard Name Identifier: 0000 0004 0200 825X
- Library of Congress Control Number: no2013026775
- Virtual International Authority File: 297218339
- WorldCat: E39PBJptWYTrd6wHj67GkVdbBP